# It's Okay (One Blood)
It's Okay (One Blood) è il 1° singolo estratto dal 2° album del rapper The Game Doctor's Advocate e vede la collaborazione del cantante raggae giamaicano Junior Reid.

## Remix
Il 7 novembre 2006 è stato pubblicato il remix ufficiale della canzone, che vede la collaborazione di 24 rapper, compreso The Game. Gli altri 23 sono: Jim Jones, Snoop Dogg, Nas, T.I., Fat Joe, Lil' Wayne, N.O.R.E., Jadakiss, Styles P, Juelz Santana, Fabolous, Twista, Rick Ross, Kurupt, Daz Dillinger, WC, E-40, Bun B, Chamillionaire, Slim Thug, Young Dro, Clipse e Ja Rule.
Della canzone esistono anche altri 3 remix, che sono:
- One Blood Dirty South Remix: Lil' Wayne, Rick Ross, Twista, T.I., Chamillionaire, Pitbull, Slim Thug, Young Dro e Bun B.

- One Blood Westside Remix: Snoop Dogg, The Dogg Pound, WC, E-40, Crooked I e Glasses Malone.

- One Blood Eastside Remix: Fabolous, Jim Jones, Clipse, Juelz Santana, Nas, Jadakiss, Styles P, Ja Rule, N.O.R.E. e Fat Joe.